# Sitobion nigeriense
Sitobion nigeriense är en insektsart. Sitobion nigeriense ingår i släktet Sitobion och familjen långrörsbladlöss. Inga underarter finns listade i Catalogue of Life.